# Ammophila gaumeri
Ammophila gaumeri es una especie de avispa del género Ammophila, familia Sphecidae.

## Taxonomía
Fue descrito por primera vez en 1888 por Cameron. 